# Seigo Yamaguchi
Seigo Yamaguchi (山口 清吾, Yamaguchi Seigo) était un maître d'aïkido (9e dan). Il est né dans la Préfecture de Fukuoka le 13 avril 1924 et meurt le 24 janvier 1996 à Tokyo.
En octobre 1943, alors qu’il est étudiant, il est engagé dans l’armée japonaise et il est démobilisé en octobre 1945. En mars 1946, il obtient son diplôme de la Hiroike Gakuen qui devient par la suite une université.
En 1950, il devient Uchideshi de Morihei Ueshiba, fondateur de l'aïkido. Il enseigne l’aïkido au Myanmar en 1958, et de 1961 à 1996 au Aïkikaï Hombu Dojo, Tokyo, ainsi que dans des stages pour gradés et des dojos privés. Il voyage à l’étranger pour diffuser son enseignement allant an Allemagne, au Royaume-Uni, en France, au Brésil, en Argentine, en Uruguay et aux États-Unis.

## Élèves de Seigo Yamaguchi
- Christian Tissier 8e dan
- Franck Noel 7e dan
- Bernard Palmier 7e dan
- Philippe Gouttard 7e dan
- Micheline Vaillant-Tissier 7e dan
- Bruno Zanotti 7e dan
- (Feu) Jean-François Perrin 6e dan
- Philippe Grangé  6e dan
- Jean-Paul Nicolaï 5e dan
- Daniel Vaillant 7e dan
- Alain Tendron 6e dan